# サン・ニコーラ・ラ・ストラーダ
サン・ニコーラ・ラ・ストラーダ（伊: San Nicola la Strada）は、イタリア共和国カンパニア州カゼルタ県にある、人口約22,000人の基礎自治体（コムーネ）。

## 地理

### 位置・広がり

#### 隣接コムーネ
隣接するコムーネは以下の通り。
- カポドリーゼ
- カザジョーヴェ
- カゼルタ
- マルチャニーゼ
- レカーレ
- サン・マルコ・エヴァンジェリスタ

### 気候分類・地震分類
サン・ニコーラ・ラ・ストラーダにおけるイタリアの気候分類 (it) および度日は、zona C, 948 GGである。
また、イタリアの地震リスク階級 (it) では、zona 2 (sismicità media) に分類される。